# NGC 419
NGC 419 je otvoreni skup u zviježđu Tukanu. 

## Vanjske poveznice
- SEDS: NGC 0419